# Партия Пангу
Партия Пангу (англ. Pangu Party, Пангу пати, Объединённая партия Папуа и Ньюгини, Papua and Niugini Union Pati) — старейшая и одна из ведущих политических партий в Папуа — Новой Гвинее. Считается левоцентристской и националистической.
По результатам всеобщих выборов 2017 года Партия Пангу получила 11 из 111 мест в однопалатном Национальном парламенте. 89 депутатов избираются народом, 22 назначаются от провинций. Срок полномочий 5 лет. На сентябрь 2019 года Партия Пангу занимает 23 места в Национальном парламенте. Победила на выборах 2022 года, увеличив своё представительство до 39 мест.

## История
Партия была основана в июне 1967 года Майклом Сомаре, Альбертом Маори Кики и Барри Холловеем и сразу завоевала популярность борьбой за достижение независимости страны. Заняла одну из ведущих позиций в партийно-политичнеской системе во второй половине 1960-х годов. Объединившись с двумя другими партиями (Партией народного прогресса и Партией национального альянса), смогла сформировать коалиционное правительство. Майкл Сомаре, как лидер партии Пангу и глава коалиционного правительства, являлся премьер-министром Папуа — Новой Гвинеи с 1972 по 1980 и с 1982 по 1985 годы.
В 1985 году в связи с серьёзными разногласиями внутри Партии Пангу заместитель М. Саморе Паяс Уингти основал Народное демократическое движение и добился 21 ноября того же года вынесения вотума недоверия правительству Сомаре, после чего стал новым премьер-министром Папуа — Новой Гвинеи. 
В 1988 году Рабби Намалиу сменил М. Сомаре на посту лидера Партии Пангу. После вынесения вотума недоверия правительству П. Уингти, связанной с неудачной попыткой создания коалиции с Партией Пангу, Р. Намалиу возглавил правительство и занимал пост до 1992 года.
На выборах 2002 года партия под руководством Криса Хейветы получила в парламенте 6 из 109 мест, на выборах 2007 года — 5 мест, но стала членом коалиционного правительства, на выборах 2012 года — 1 место.